# Fischbeker Reethen
Die Fischbeker Reethen sind ein geplantes Wohn- und Arbeitsquartier im Südwesten des Hamburger Stadtteils Harburg. Auf einer Fläche von 70 Hektar sollen in den kommenden Jahren rund 2300 Wohneinheiten entstehen, die rund 5750 Menschen ein Zuhause bieten werden. Durch die naturnahe Lage des geplanten Quartiers und die geplante Nachhaltigkeit sollen die Fischbeker Reethen zu einem „urbanen, lebendig und grünen Stadtquartier“ werden.

## Geschichte
Die Entwicklung der Fischbeker Reethen begann im Jahr 2015, als die IBA Hamburg mit der Planung des bisher unbebauten, landwirtschaftlich genutzten Gebiets beauftragt wurde. Im Laufe der Jahre wurden verschiedene Konzepte entwickelt, um ein „innovatives und nachhaltiges“ Quartier zu schaffen. Ein Urteil des Europäischen Gerichtshofs vom 12. September 2024 führte zu Verzögerungen beim Bebauungsplan Neugraben-Fischbek 67.

## Städtebauliches Konzept
Im Entwicklungsgebiet der Fischbeker Reethen entstehen verschiedene Gebäudearten, hauptsächlich mehrgeschossigem Wohnungsbau, ergänzt durch Reihenhäuser und vereinzelt freistehende Einfamilienhäuser. Etwa 30 % der Wohneinheiten sind für geförderten Wohnraum vorgesehen, während 15 % für Baugemeinschaften eingeplant sind. Im zentralen Bereich des Quartiers sind Nahversorgungsangebote sowie zwei Quartiersgaragen als Teil eines integrierten Mobilitätskonzepts geplant. Das neue Stadtquartier soll durch ein Blau-Grünes Band und weitläufige Parkanlagen eine hohe Aufenthalts- und Freizeitqualität erhalten. Zusätzlich soll ein neuer Schulstandort, Kitas, ein Haus der Jugend und eine Sportanlage für eine ausgewogene soziale Infrastruktur sorgen. Entlang der Bahnlinie entstehen zehn Hektar Gewerbeflächen für Unternehmen aus den Bereichen Forschung, Produktion und Handwerk.

## Nachhaltigkeit und Innovation
Im Hinblick auf den Klimawandel werden sowohl Maßnahmen zum Klimaschutz als auch zur Klimaanpassung umgesetzt. Die Gebäude in den Fischbeker Reethen werden ökologisch nachhaltig geplant, gebaut und betrieben, basierend auf der Nachhaltigkeitsstrategie der IBA Hamburg. Sie erfüllen das „Qualitätssiegel Nachhaltiges Gebäude“ und beinhalten nachweisbare nachhaltige Elemente wie rückbaubare Konstruktionen und Regenwassernutzung.
Für die Klimaanpassung wird auf Dachbegrünung gesetzt, um die ökologische Vielfalt zu fördern und Lebensräume für Insekten zu schaffen. Solche Begrünung trägt zur Verbesserung des Mikroklimas bei und hilft beim Regenwasserrückhalt. 70 % der Dächer werden begrünt, mit zusätzlicher Nutzung für Retention und Solaranlagen, um den Klimawandel aktiv zu begegnen.

## Soziale Infrastruktur und Verkehrsanbindung
Die Fischbeker Reethen sollen laut Planung eine ausgewogene soziale Infrastruktur erhalten. Schulen, Kindertagesstätten und andere Bildungseinrichtungen sind Bestandteile des Quartiers. Nahegelegene S-Bahn-Stationen und Buslinien gewährleisten die Erreichbarkeit der Hamburger Innenstadt. Ergänzt wird dies durch ein ausgebautes Wegenetz für Fußgänger und Radfahrer, das den Autoverkehr reduzieren soll. Zusätzlich erhält das Quartier das „Blau-Grüne Band“, einen 850 Meter langen Grünzug.

## Bebauungsplan
Das Bebauungsplanverfahren ist noch in Bearbeitung (Stand: September 2024). Die öffentliche Auslegung ist bereits abgeschlossen, und derzeit werden die Stellungnahmen geprüft und abgewogen. Danach wird die Zustimmung der Bezirksversammlung eingeholt. Wenn alles planmäßig verläuft, soll der Bebauungsplan Ende des Jahres die Vorweggenehmigungsreife erreichen. Anschließend können die Erschließungsarbeiten beginnen. Der Verkaufsstart der Grundstücke im ersten Bauabschnitt ist für 2025 vorgesehen. Auch erste Grundstücke für Baugemeinschaften werden dabei sein.

## Vogelschutz
Durch ein Urteil des Europäischen Gerichtshofs vom 12. September 2024 sind erweiterte Anpassungen der Schutzziele in EU-Vogelschutzgebieten erforderlich, auch im Naturschutzgebiet Moorgürtel. Es müssen Erhaltungsziele für alle Arten aus Anhang I der Vogelschutzrichtlinie sowie für regelmäßig vorkommende Zugvögel festgelegt werden. Daher sind zusätzliche Prüfungen für weitere Vogelarten notwendig, was eine Anpassung des Umweltberichts und der FFH-Verträglichkeitsprüfung zum Bebauungsplan Neugraben-Fischbek 67 erfordert. Diese Änderungen führen zu Verzögerungen im Zeitplan des Bebauungsplanverfahrens und der Entwicklung des Gebiets Fischbeker Reethen. Das Bezirksamt Harburg stimmt derzeit mit den zuständigen Behörden den Umfang der Überarbeitungen ab.